# Discografia de Slash
A discografia solo do guitarrista Slash compreende quatro álbuns de estúdio, três álbuns ao vivo, dois extended play (EP), singles únicos e dois álbuns de vídeo. Slash também apareceu em 11 singles de outros artistas, lançou dez vídeos musicais e contribuiu para vários outros lançamentos.
Depois de deixar a banda Guns N' Roses em 1996 devido a tensões internas com o vocalista Axl Rose, o guitarrista Slash experimentou brevemente projetos solo como Slash's Blues Ball e Slash's Snakepit, o último dos quais lançou dois álbuns, antes de formar Velvet Revolver em 2002 com Duff McKagan e Matt Sorum, ex-colegas do Guns N' Roses. Junto com o vocalista Scott Weiland e com o guitarrista Dave Kushner, o supergrupo lançou dois álbuns de sucesso, Contraband em 2004 e Libertad em 2007, antes de Weiland ser demitido em 2008 e a banda ter um hiato indefinido.
A "carreira solo" propriamente dita do Slash começou com a gravação para o álbum de estréia, Slash, em setembro de 2008, com diferentes cantores sendo convidados para cada música, incluindo Ozzy Osbourne e a vocalista do The Black Eyed Peas, Fergie. O álbum foi lançado em abril de 2010 e estreou em 3.º lugar na parada musical de álbuns dos EUA da Billboard 200. Precedendo o lançamento do álbum, Slash lançou o single "Sahara", do Japão, com o vocalista japonês Koshi Inaba. Este single ficou em 4.º lugar na parada musical Oricon Singles Chart, bem como no 6.º lugar na Billboard Japan Hot 100 e 4.º lugar na tabela Top Singles Sales. Foi premiado com o prêmio Western "Single of the Year" no 24º Prêmio Japan Gold Disc Award pela RIAJ. Os três lançamentos internacionais do Slash foram "By the Sword", com o frontman do Wolfmother, Andrew Stockdale, "Back from Cali", com o frontman do Alter Bridge, Myles Kennedy, ambos na parada Billboard Mainstream Rock, e os de Fergie. "Beautiful Dangerous", que alcançou o 11.º  lugar na parada Billboard Top Heatseekers
Myles Kennedy foi escolhido para liderar a banda solo de Slash (chamada Slash Ft. Myles Kennedy & The Conspirators) para a turnê promocional resultante, e apenas alguns meses depois Live in Manchester, um álbum ao vivo documentando a performance do grupo na Manchester Academy em julho de 2010, foi lançado. No ano seguinte, o Made in Stoke 24/7/11 foi lançado como um álbum e vídeo ao vivo, que documentou a performance da banda no Victoria Hall em Stoke-on-Trent, sua cidade natal, em julho de 2011. O lançamento alcançou o 8.º lugar na parada de álbuns da Billboard Hard Rock, e também mapeou na Áustria, Alemanha, e Suíça.
Em 2012, agora com Kennedy como parte permanente de sua banda, Slash lançou seu segundo álbum solo Apocalyptic Love, que alcançou uma posição de pico de 4.º lugar na Billboard 200. O single principal, "You're a Lie", ficou no topo da parada Mainstream Rock, enquanto outras faixas do álbum "Standing in the Sun" e "Anastasia" também chegaram ao top 10. Em abril de 2014, Slash gravou seu terceiro álbum solo, World on Fire, com Kennedy e sua banda The Conspirators (Todd Kerns e Brent Fitz).

## Carreira Solo

### Álbuns de estúdio
Creditado como "Slash"
| Ano  | Detalhes | Melhor posição | Melhor posição | Melhor posição | Melhor posição | Melhor posição | Melhor posição | Melhor posição | Melhor posição | Certificações         |
| Ano  | Detalhes | EUA            | AUS            | DNK            | NOR            | NZ             | SWI            | SWE            | R.U.           | Certificações         |
| ---- | --- | -------------- | -------------- | -------------- | -------------- | -------------- | -------------- | -------------- | -------------- | --------------------- |
| 2010 | Slash - Lançamento: 31 de março de 2010 - Gravadora: EMI - Formato: CD, download digital                                                  | 3              | 3              | 4              | 4              | 1              | 3              | 1              | 17             | - : Platina: - : Ouro |
| 2018 | Universal Monsters Maze Soundtrack: Halloween Horror Nights - Lançamento: 15 de setembro de 2018 - Gravadora: - Formato: digital download | —              | —              | —              | —              | —              | —              | —              | —              |                       |

Creditado como "Slash Ft. Myles Kennedy & The Conspirators"
| Ano  | Detalhes | Melhor posição | Melhor posição | Melhor posição | Melhor posição | Melhor posição | Melhor posição | Melhor posição | Melhor posição | Melhor posição | Melhor posição | Melhor posição | Certificações                         |
| Ano  | Detalhes | US             | AUS            | AUT            | CAN            | FIN            | GER            | ITA            | NZ             | SWE            | SWI            | UK             | Certificações                         |
| ---- | --- | -------------- | -------------- | -------------- | -------------- | -------------- | -------------- | -------------- | -------------- | -------------- | -------------- | -------------- | ------------------------------------- |
| 2012 | Apocalyptic Love - Lançamento: 22 de maio de 2012 - Gravadora: Dik Hayd International - Formato: CD, digital download | 4              | 2              | 3              | 2              | 3              | 5              | 3              | 1              | 4              | 3              | 12             | - NZ: Gold - UK: Silver - US: 100,000 |
| 2014 | World on Fire - Released: September 15, 2014 - Label: Dik Hayd                                                        | 10             | 2              | 5              | 4              | 3              | 2              | 3              | 4              | 1              | 1              | 7              | - US: +42,000 - CAN: 5,300            |
| 2018 | Living the Dream - Released: September 21, 2018 - Label: Snakepit/Roadrunner                                          | 27             | 4              | 2              | 36             | 21             | 6              | 3              | 15             | 4              | 1              | 4              |                                       |

### Ao vivo
| Year | Album details | Peak chart positions | Peak chart positions | Peak chart positions | Peak chart positions | Peak chart positions | Peak chart positions | Peak chart positions |
| Year | Album details | US                   | US Hard              | US Indie             | US Rock              | AUT                  | GER                  | SWI                  |
| ---- | --- | -------------------- | -------------------- | -------------------- | -------------------- | -------------------- | -------------------- | -------------------- |
| 2010 | Live in Manchester - Lançamento: 2010 - Gravadora: EMI - Formato: CD                                                           | —                    | —                    | —                    | —                    | —                    | —                    | —                    |
| 2011 | Made in Stoke 24/7/11 - Lançamento: 14 November 2011 - Gravadora: Eagle Rock Entertainment - Formato: CD/DVD, download digital | 194                  | 8                    | 29                   | 33                   | 74                   | 40                   | 80                   |
| 2015 | Live at the Roxy 25.9.14 - Lançamento: June 15, 2015 - Gravadora: Eagle Rock - Formatos: CD, 2LP, DL, DVD, Blu-ray             | —                    | —                    | —                    | —                    | 69                   | 29                   | 60                   |

### EPs
| Ano  | Detalhes do EP                                                                  | Desempenho nas Paradas Musicais | Desempenho nas Paradas Musicais | Desempenho nas Paradas Musicais | Desempenho nas Paradas Musicais |
| Ano  | Detalhes do EP                                                                  | US                              | US Hard                         | US Indie                        | US Rock                         |
| ---- | ------------------------------------------------------------------------------- | ------------------------------- | ------------------------------- | ------------------------------- | ------------------------------- |
| 2011 | iTunes Session - Released: June 3, 2011 - Label: Dik Hayd - Format: DL          | 174                             | 13                              | 16                              | 39                              |
| 2014 | Spotify Sessions - Released: August 25, 2014 - Label: Dik Hayd - Format: Stream | 87                              | 72                              | 35                              | 31                              |

### Singles
| Ano                                                                        | Canção                                                               | Melhor posição | Melhor posição | Melhor posição | Melhor posição | Melhor posição | Melhor posição | Álbum            |
| Ano                                                                        | Canção                                                               | US             | US Main.       | CAN            | GER            | JPN            | UK             | Álbum            |
| -------------------------------------------------------------------------- | -------------------------------------------------------------------- | -------------- | -------------- | -------------- | -------------- | -------------- | -------------- | ---------------- |
| 2009                                                                       | "Sahara" (com Koshi Inaba)                                           | —              | —              | —              | —              | 4              | —              | Slash            |
| 2010                                                                       | By the Sword" (com Andrew Stockdale)                                 | —              | 24             | 78             | —              | —              | —              | Slash            |
| 2010                                                                       | "Back from Cali" (com Myles Kennedy)                                 | —              | 25             | —              | —              | —              | —              | Slash            |
| 2010                                                                       | "Beautiful Dangerous" (featuring Fergie)                             | 108            | —              | 58             | 90             | —              | 179            | Slash            |
| 2012                                                                       | "You're a Lie" (featuring Myles Kennedy and The Conspirators)        | —              | 1              | 12             | 80             | —              | —              | Apocalyptic Love |
| 2012                                                                       | "Standing in the Sun" (featuring Myles Kennedy and The Conspirators) | —              | 4              | 28             | —              | —              | —              | Apocalyptic Love |
| 2012                                                                       | "Anastasia" (featuring Myles Kennedy and The Conspirators)           | —              | 6              | —              | —              | —              | —              | Apocalyptic Love |
| 2014                                                                       | "World on Fire" (featuring Myles Kennedy and The Conspirators)       | —              | 1              | 43             | —              | —              | —              | World on Fire    |
| 2014                                                                       | "Bent to Fly" (featuring Myles Kennedy and The Conspirators)         | —              | 3              | —              | —              | —              | —              | World on Fire    |
| 2018                                                                       | "Driving Rain" (featuring Myles Kennedy and The Conspirators)        | 21             | 5              | 41             | —              | —              | —              | Living the Dream |
| "—" denotes a release that did not chart or was not issued in that region. |                                                                      |                |                |                |                |                |                |                  |

#### Como artista convidado
| Year                                                                       | Song                                                                         | Peak chart positions | Peak chart positions | Peak chart positions | Peak chart positions | Peak chart positions | Peak chart positions | Peak chart positions | Peak chart positions | Peak chart positions | Peak chart positions | Album             |
| Year                                                                       | Song                                                                         | US                   | AUS                  | AUT                  | FRA                  | GER                  | NED                  | NOR                  | NZ                   | SWI                  | UK                   | Album             |
| -------------------------------------------------------------------------- | ---------------------------------------------------------------------------- | -------------------- | -------------------- | -------------------- | -------------------- | -------------------- | -------------------- | -------------------- | -------------------- | -------------------- | -------------------- | ----------------- |
| 1991                                                                       | "Always on the Run" (Lenny Kravitz featuring Slash)                          | —                    | 43                   | —                    | —                    | —                    | 8                    | —                    | —                    | 25                   | 41                   | Mama Said         |
| 1991                                                                       | "Hey Stoopid" (Alice Cooper featuring Slash, Ozzy Osbourne and Joe Satriani) | 78                   | 32                   | —                    | —                    | —                    | 22                   | 5                    | 17                   | —                    | 21                   | Hey Stoopid       |
| 1993                                                                       | "Give In to Me" (Michael Jackson featuring Slash)                            | —                    | 4                    | 12                   | 7                    | 10                   | 4                    | 7                    | 1                    | 7                    | 2                    | Dangerous         |
| 1997                                                                       | "Moja Mi Corazón" (Marta Sánchez featuring Slash)                            | —                    | —                    | —                    | —                    | —                    | —                    | —                    | —                    | —                    | —                    | Azabache          |
| 1997                                                                       | "Halls of Illusions" (Insane Clown Posse featuring Slash)                    | —                    | —                    | —                    | —                    | —                    | —                    | —                    | —                    | —                    | —                    | The Great Milenko |
| 2007                                                                       | "Nada Puede Cambiarme" (Paulina Rubio featuring Slash)                       | —                    | —                    | —                    | —                    | —                    | —                    | —                    | —                    | —                    | —                    | Ananda            |
| 2007                                                                       | "What I Want" (Daughtry featuring Slash)                                     | —                    | —                    | —                    | —                    | —                    | —                    | —                    | —                    | —                    | —                    | Daughtry          |
| 2009                                                                       | "The Wrestler" (Clint Mansell featuring Slash)                               | —                    | —                    | —                    | —                    | —                    | —                    | —                    | —                    | —                    | —                    | Non-album single  |
| 2010                                                                       | "Hands Together" (Global Sound Lodge featuring Slash)                        | —                    | —                    | —                    | —                    | —                    | —                    | —                    | —                    | —                    | —                    | Non-album single  |
| 2010                                                                       | "Sister Heroine" (Beth Hart featuring Slash)                                 | —                    | —                    | —                    | —                    | —                    | —                    | —                    | —                    | —                    | —                    | My California     |
| 2010                                                                       | "Rebel Road" (Edgar Winter featuring Slash)                                  | —                    | —                    | —                    | —                    | —                    | —                    | —                    | —                    | —                    | —                    | Rebel Road        |
| 2010                                                                       | "Rockstar 101" (Rihanna featuring Slash)                                     | 64                   | 24                   | —                    | —                    | —                    | —                    | —                    | —                    | —                    | —                    | Rated R           |
| "—" denotes a release that did not chart or was not issued in that region. |                                                                              |                      |                      |                      |                      |                      |                      |                      |                      |                      |                      |                   |

## Com o Slash's Snakepit

### Álbuns de estúdio
| Ano  | Detalhes                                                                                     |
| ---- | -------------------------------------------------------------------------------------------- |
| 1995 | It's Five O'Clock Somewhere - Lançamento: 1995 - Gravadora: Geffen Records - Formato: CD, LP |
| 2000 | Ain't Life Grand - Lançamento: 2000 - Gravadora: Geffen Records - Formato: CD, LP            |

## Com o Guns N' Roses

### Álbuns de estúdio
| Ano  | Detalhes | Posições | Posições | Posições | Posições | Posições | Posições | Posições | Posições | Posições | Posições | Posições | Posições | Certificações (vendas)                                               |
| Ano  | Detalhes | EUA      | AUS      | AUT      | CAN      | FIN      | IRE      | HOL      | NOR      | ESP      | SUE      | SUI      | RU       | Certificações (vendas)                                               |
| ---- | --- | -------- | -------- | -------- | -------- | -------- | -------- | -------- | -------- | -------- | -------- | -------- | -------- | -------------------------------------------------------------------- |
| 1987 | Appetite for Destruction - Lançamento: 21 de Julho de 1987 - Gravadora: Geffen (#24148) - Formato: CD, LP, CS   | 1        | 7        | 3        | 3        | 4        | 11       | 53       | 9        | —        | 32       | 7        | 5        | - EUA: 18× Platina - CAN: Diamante - RU: 2× Platina - BRA: Platina   |
| 1988 | G N' R Lies - Lançamento: 29 de Novembro de 1988 - Gravadora: Geffen (#24198) - Formato: CD, LP, CS             | 2        | 18       | 10       | 13       | —        | —        | —        | 6        | —        | 7        | 15       | 22       | - EUA: 10× Platina - RU: Ouro - BRA: Ouro                            |
| 1991 | Use Your Illusion I - Lançamento: 17 de Setembro de 1991 - Gravadora: Geffen (#24415) - Formato: CD, LP, CS     | 2        | 2        | 2        | 1        | 2        | 28       | 21       | 3        | 46       | 3        | 3        | 2        | - EUA: 12× Platina - CAN: Diamante - RU: 5× Platina - BRA: Platina   |
| 1991 | Use Your Illusion II - Lançamento: 17 de Setembro de 1991 - Gravadora: Geffen (#24420) - Formato: CD, LP, CS    | 1        | 1        | 1        | 1        | 3        | 29       | 18       | 2        | 61       | 4        | 2        | 1        | - EUA: 13× Platina - CAN: 9× Platina - RU: 5× Platina - BRA: Platina |
| 1993 | The Spaghetti Incident? - Lançamento: 23 de Novembro de 1993 - Gravadora: Geffen (#24617) - Formato: CD, LP, CS | 4        | 1        | 4        | 3        | —        | —        | 4        | 2        | —        | 2        | 3        | 2        | - EUA: Platina - CAN: 3× Platina - RU: Ouro - BRA: Platina           |

### Álbuns ao vivo
| Ano  | Detalhes                                                                                                   | Posições | Posições | Posições | Posições | Posições | Posições | Posições | Posições | Posições | Posições | Certificações (vendas)                   |
| Ano  | Detalhes                                                                                                   | EUA      | AUT      | FIN      | IRL      | HOL      | NOR      | NZ       | ESP      | SUE      | SUI      | Certificações (vendas)                   |
| ---- | --- | -------- | -------- | -------- | -------- | -------- | -------- | -------- | -------- | -------- | -------- | ---------------------------------------- |
| 1999 | Live Era: '87-'93 - Lançamento: 23 de Novembro de 1999 - Gravadora: Geffen (#490514) - Formato: CD, LP, CS | 45       | 29       | 29       | 49       | 16       | 17       | 32       | 96       | 49       | 31       | - EUA: Ouro - RU: 3× Platina - BRA: Ouro |

## Com oVelvet Revolver
| Ano  | Detalhes do álbum                                                     | Melhores posições nas paradas | Melhores posições nas paradas | Melhores posições nas paradas | Melhores posições nas paradas | Melhores posições nas paradas | Melhores posições nas paradas | Melhores posições nas paradas | Melhores posições nas paradas | Melhores posições nas paradas | Melhores posições nas paradas | Certificações                       |
| Ano  | Detalhes do álbum                                                     | AUS                           | AUT                           | EUA                           | FIN                           | ING                           | IRL                           | ITA                           | NOR                           | SUE                           | SUI                           | Certificações                       |
| ---- | --------------------------------------------------------------------- | ----------------------------- | ----------------------------- | ----------------------------- | ----------------------------- | ----------------------------- | ----------------------------- | ----------------------------- | ----------------------------- | ----------------------------- | ----------------------------- | ----------------------------------- |
| 2004 | Contraband - Lançamento: 8 de junho de 2004 - Selo: RCA (82876625362) | 2                             | 15                            | 1                             | 8                             | 11                            | 8                             | 16                            | 4                             | 5                             | 22                            | - EUA: Platina 2x - CAN: Platina 2x |
| 2007 | Libertad - Lançamento: 1 de julho de 2007 - Selo: RCA (88697109682)   | 10                            | 22                            | 5                             | 4                             | 6                             | 7                             | 13                            | 14                            | 3                             | 21                            | - CAN: Ouro                         |

## Outras aparições
- 1988 - Alice Cooper - The Decline of Western Civilization Part II: The Metal Years -> "Under My Wheels"
- 1990 - Iggy Pop - Brick by Brick -> "Home"; "Butt Town"; "My Baby Wants To Rock & Roll"; "Pussy Power"
- 1990 - Bob Dylan - Under the Red Sky
- 1991 - Michael Jackson - Dangerous -> "Give In to Me"; "Black or White"
- 1991 - Alice Cooper - Hey Stoopid -> "Hey Stoopid"
- 1991 - Lenny Kravitz - Mama Said -> "Fields of Joy"; "Always on the Run"
- 1992 - Spinal Tap - Break Like the Wind -> "Break Like the Wind"
- 1992 - Motörhead - March ör Die -> "Ain't No Nice Guy"; "You Better Run"
- 1993 - Duff McKagan - Believe in Me -> "Believe in Me"; "Just Not There"
- 1993 - Paul Rodgers - Muddy Water Blues: Tribute to Muddy Waters -> "The Hunter"
- 1993 - Slash and Paul Rodgers with the Band of Gypsys - Stone Free: A Tribute to Jimi Hendrix -> "I Don't Live Today"
- 1994 - Gilby Clarke - Pawnshop Guitars -> "Cure Me...Or Kill Me..."; "Tijuana Jail"
- 1994 - Eazy-E - Beverly Hills Cop III Trilha sonora -> "Luv 4 Dem Gangsta'z"
- 1995 - Michael Jackson - HIStory -> "D.S."
- 1995 - Mario Van Peebles - Panther -> "The Star Spangled Banner"
- 1996 - Marta Sánchez - Curdled Soundtrack -> "Obsession"
- 1996 - Solo - Curdled Soundtrack -> "Obsession Confession (Instrumental)"
- 1997 - Michael Jackson - Blood on the Dance Floor: HIStory in the Mix -> "Morphine"
- 1997 - Insane Clown Posse - The Great Milenko -> "Halls of Illusions"
- 1997 - Marta Sánchez - Azabache -> "Moja mi Corazón"
- 1997 - Marta Sánchez - One Step Closer -> "One Step Closer"
- 1997 - Blackstreet - Another Level -> "Fix"
- 1997 - Sammy Hagar - Marching to Mars -> "Little White Lie"
- 1997 - Alice Cooper - A Fistful of Alice -> "Lost in America"; "Only Women Bleed"; "Elected"
- 1999 - Duff McKagan - Beautiful Disease -> "Hope"; "Mezz"
- 1999 - Graham Bonnet - The Day I Went Mad -> "Oh! Darling"
- 1999 - Chic - Live at the Budokan - "Le Freak"; "Stone Free"
- 1999 - Various Artists - Humanary Stew: A Tribute to Alice Cooper -> "No More Mr. Nice Guy"
- 2000 - Doro Pesch - Calling the Wild -> "Now or Never"
- 2001 - Ronnie Wood - Far East Man -> "Assorted Songs"
- 2001 - Bad Company - Merchants of Cool -> "Wishing Well"; "Crossroads"
- 2001 - Cheap Trick - Silver -> "You're All Talk"
- 2001 - Rod Stewart - Human -> "Human"; "Peach"
- 2001 - Michael Jackson - Invincible -> "Privacy"
- 2002 - Ray Charles - Ray Charles Sings for America -> "God Bless America Again"
- 2003 - Robert Evans - The Kids Stay In The Picture Soundtrack -> "Love Theme From The Godfather"
- 2003 - Matt Sorum - Hollywood Zen -> "The Blame Game"
- 2003 - The Yardbirds - Birdland -> "Over, Under, Sideways, Down"
- 2003 - Elan - Street Child -> "Street Child"
- 2005 - The Beatles - Benefit Single for the 2004 Indian Ocean earthquake -> "Across the Universe"
- 2005 - Eric Clapton - Save The Children Benefit Single -> "Tears In Heaven"
- 2005 - Ray Charles - More Music from Ray -> "Baby Let Me Hold Your Hand (version 2003)"
- 2006 - The Fast and the Furious: Tokyo Drift (Original score) -> "Welcome to Tokyo"
- 2006 - The Fast and the Furious: Tokyo Drift (Original motion picture soundtrack) -> "Mustang Nismo"
- 2006 - Derek Sherinian - Blood of the Snake -> "In the Summertime"
- 2006 - Paulina Rubio - Ananda - "Nada Puede Cambiarme"
- 2006 - Daughtry - Daughtry -> "What I Want"
- 2008 - World Peace One - Theme Song -> "Give Your Love"
- 2008 - Alice Cooper - Along Came a Spider -> "Vengeance is Mine"
- 2008 - Edgar Winter - Rebel Road -> "Rebel Road"
- 2008 - Vasco Rossi - Il Mondo Che Vorrei(album)|Il Mondo Che Vorrei -> "Gioca con me"
- 2009 - Escala - Escala -> "Kashmir"
- 2009 - Rihanna - Rated R -> "Rockstar 101"
- 2010 - Beth Hart - Download to Donate for Haiti - "Mother Maria"
- 2010 - Macy Gray with Duff McKagan and Matt Sorum - The Sellout - "Kissed It"
- 2010 - Global Sound Lodge - Hands Together - Single - "Hands Together"
- 2010 - The Dirty Heads - Any Port In a Storm (Special Edition) - "Check the Level"
- 2011 - State Line Empire - "Drive Me"
- 2011 - Travis Barker - Give The Drummer Some - "Saturday Night"
- 2011 - Vincent Martella (Phineas Flynn} e Dan Povenmire (Dr. Doofenshmirtz)-Phineas and Ferb: Across the 2nd Dimension Trilha Sonora- "Kick It Up A Notch"